# Taygetis kerea
Espèce
Taygetis kerea est une espèce de papillons de la famille des Nymphalidae, de la sous-famille des Satyrinae et du genre Taygetis.

## Dénomination
Taygetis kerea a été décrit par Arthur Gardiner Butler en 1869.

### Nom vernaculaire
Taygetis kerea se nomme Kerea Satyr en anglais.

## Description
Taygetis kerea est un papillon aux ailes postérieures dentelées au dessus de couleur beige doré uni.
Le revers, de couleur beige doré clair présente une aire postdiscale limitée par de fines lignes marron roux avec une ligne de très discrets petits ocelles dont seuls, à l'aile postérieure, les deux proches de l'apex et celui proche de l'angle anal sont noirs centrés d'un point blanc.

## Écologie et distribution
Taygetis kerea est présent au Mexique,  au Paraguay, au Guatemala et en Argentine,.

### Protection
Pas de statut de protection particulier.